# آمیا چاکراوارتی (کارگردان)
آمیا چاکراوارتی (بنگالی: অমিয় চক্রবর্তী؛ ۳۰ نوامبر ۱۹۱۲ – ۶ مارس ۱۹۵۷) کارگردان فیلم، تهیه‌کننده و فیلم‌نامه‌نویس اهل هند بود.
وی همچنین برندهٔ جوایزی همچون جایزه فیلم‌فیر بهترین داستان شده است.
او فیلم غافل را کارگردانی کرده است.